# Parafia św. Katarzyny PM w Turzy
Parafia św. Katarzyny PM w Turzy – parafia rzymskokatolicka znajdująca się w diecezji tarnowskiej, w dekanacie ciężkowickim.
Od 2015 proboszczem jest ks. mgr Zenon Macko.

## Historia
Parafia w Turzy prawdopodobnie powstała już w 2. poł. XIV w., natomiast pierwsze wzmianki o jej istnieniu pochodzą dopiero z 1470 roku. Pierwszy drewniany kościół według tradycji istniał już w 1333 roku. Kolejne kościoły były również budowane z drewna, a ostatni z nich (z XVI lub XVII w.) przetrwał aż do 1912 roku. Obecny kościół zbudowany został z cegły w latach 1912–1916 według projektu i pod kierunkiem architekta Jana Grabowskiego, a jego konsekracji dokonał biskup tarnowski Leon Wałęga w 1928.

## Proboszczowie
- ks. Adolf Majewicz - 1907-1948
- ks. Józef Kluczyński - 1952-1953
- ks. Tadeusz Michalik - 1969–2006
- ks. Benedykt Szlęzak - 2006–2011
- ks. Bogdan Piekarczyk - 2011–2015
- ks. Zenon Macko - 2015-nadal[2]